# Gare de Reignier
Gare de Reignier – przystanek kolejowy w Reignier-Ésery, w departamencie Górna Sabaudia, w regionie Owernia-Rodan-Alpy, we Francji. 
Jest przystankiem kolejowym Société nationale des chemins de fer français (SNCF), obsługiwaną przez pociągi TER Rhône-Alpes. 

## Położenie
Znajduje się na wysokości 509 m n.p.m., na km 84,917 linii Aix-les-Bains – Annemasse, pomiędzy stacjami La Roche-sur-Foron i Annemasse.